# أحمد زياد
أحمد زياد (1921 - 2001)، هو أديب وقاص مغربي من مواليد مدينة الدار البيضاء سنة 1921، اشتغل صحافيًا بجريدة «العلم» المغربية وصحف أخرى، انضم إلى اتحاد كتاب المغرب في يونيو 1965. له عدد من المؤلفات متنوعة المجالات منها «لمحات من تاريخ الحركة الفكرية بالمغرب»، ورواية «ولد ربيعة»، ومسرحية «في ليلة المولد» ومقالات «في ساعات الفراغ». يوصف أحمد زياد بأحد رواد النقد الأدبي المغربي الحديث.

## مسيرته
ولد أحمد زياد بمدينة الدار البيضاء سنة 1921، ودرس بها، وبجامع القرويين بمدينة فاس، وجامع ابن يوسف بمراكش. ثم درس بفرنسا لفترة قصيرة.
عمل زياد قبل استقلال المغرب بالتدريس، وكتب في معظم الصحف الوطنية التي كانت تصدر في عهد الحماية الفرنسية، وخاصة جرائد «المغرب» و«رسالة المغرب»، وجريدة «العلم»، وكان يكتب في تلك الأخيرة ركن “الأدب في أسبوع” في عام 1947، وركن “أسبوع الأديب” في عام 1948، ثم كتب ركن “حديث الأديب” الذي نشر خلال عامي 1948 و1949. في العام التالي، بدأ يكتب ركن “بريد الرسالة”، وهو ركن أدبي نقدي كان يبدي فيه رأيه بخصوص بعض إنتاجات الأدباء الشباب. أصبح يصدر له عمود شهير بعنوان “من النافذة” بجريدة «العلم» في سنة 1951.
كان أحمد زياد صاحب سلسلة “مع أدبائنا المعاصرين”، التي كانت تنشر بمجلة الثقافة المغربية بين عامي 1944 و1945، وكان له أيضًا سلسلة سُميت «في النقد الأدبي» ونُشرت بمجلة رسالة المغرب عامي 1950 و1951. بعد الاستقلال، عمل زياد في وزارة العدل، إلا أن علاقته بالصحافة استمرت، واتجه من خلالها إلى مجال النقد الأدبي، وكان غزيرَ الإنتاج، خاصة في أربعينيات وخمسينيات القرن العشرين، وكثيرًا ما انخرط في السجالات والصراعات النقدية، وأثارت مقالاته الانتقادية ردود فعل من بعض الأدباء والنقاد، ممن خالفوه وجهة النظر.
يظهر الموقف النقدي الداعي إلى التحديث في الشعر وتجاوز التقليدية جلياً في كتابات أحمد زياد منذ سنة 1949، إذ رأى -ومعه ثلة أخرى من الشعراء- أن التقليد في الشعر بات ممارسة «تحول دون الرقي بالقصيدة المغربية، وفتحها على آفاق التطور والتجديد والوجدانية التي باتت معروفة بين الشعراء الذي تفاعلوا بغزارة مع تيارات الاتجاه الرومانسي في المشرق». على الرغم من ذلك، لم يكن زياد من داعمي وجهة نظر النقد التَّجديدي الداعية إلى تكسيرِ عمود الشعر العربي، أو تجاوز تقاليد القدماء. ويقول أحمد زياد بخصوص هذه القضية: «إن الشعر الذي نُرحِّبُ به ونقبله ونقرأه مُعجَبين، وأنفنا في التراب هو الشعر الذي تنتابُه عوامل التجديد في نطاق أصول الشعر العربي، وما عداه هوس، ولم تتقدم الآداب وتتجدد إلا يوم تغلب فيه عنصر الجد على عنصر المهووسين»، ويتضح من ذلك أن دعوة أحمد زياد إلى التجديد في القصيدة العربية تشترط أن يأتي ذلك التجديد من داخِلها، دون الخروج عن إطارها العربي التقليدي.
تعد مقالته «نريد أدبا يمثلنا» التي صدرت سنة 1952، وتخص قضية هوية الأدب، مظهرًا من مظاهر نقاش هذه القضية (هوية الأدب)، وتدعم وجهة النظر التي ترى الأدب وتعبيراً عن حالة واقعه وبيئته وحقيقة ما في نفس منتجه. يشترط زياد في المقالة على هوية الأدب أن تكون ممثلة لحقيقة الواقع الذي نشأ فيه، وأن تتصل مرامي خطابها بنقاش قضية الهوية، خصوصًا في ظل ضغوط الاحتلال حينها وسياساته الاحتوائية. ومن ذلك المنطلق، انتقد أحمد زياد تجاربَ بعض الأدباء الشباب المغاربة المجددين حينها، فلم يكن يقبل مضيهم في تجديدهم إلى الحد الذي يجعلهم ـ في نظره ـ منفصلين عن واقعهم ومتطلباته الظرفية، ورأى أنهم إذ ينتجون صوراً تجريدية لا تمثل بيئتهم، ولا تعبر بصدق عما في نفوسهم، لأنهم يحاكون تجارب أجنبية، وينسجون على منوالها. أكَّد أحمد زياد أن في جعل صور الأدب المغربي تعبيراً عن مظاهر حياة المغاربة العميقة وفي تحويل صور الإنتاج الأدبي المغربي إلى مرآة تنعكس عليها صور الحياة المغربية كما هي، يكون قوام النهضة الأدبية والثقافية، حتى وإن كان ذلك على حساب حراك الأدب وحريته في الاختيار والإبداع. ويظهر طرحه في صيغة مقالته: «نريد أدبا يمثلنا» وهي صيغة تحدد للأدب إطارًا لا يجب الخروج عنه.
كان له ركن “مع الناس”، الذي كانت تنشره جريدة العلم في أواخر خمسينيات القرن العشرين والذي استمر حتى سنة 1963.
في كتابه عن الحركة الفكرية بالمغرب الصادر عن دار الكتاب سنة 1973، استهل زياد كتابه مستشهدًا بنضال الحركة السلفية التي ظهرت في المغرب والتي حفز فرض الحماية وجودها واستعجله. يرى زياد في بداية هذه الحركة الإرهاصات الأولى للحركتين الفكرية والسياسية على السواء، ويقول أنه من الصعب العثور على ما يسجل الدلائل المادية لهاتين الحركتين إلا في بعض الصحف والمستندات والوثائق مثل مجلة «الفتح» التي كان يصدرها محب الدين الخطيب، وصحيفة الشهاب الجزائرية التي كان يصدرها عبد الحميد بادس، ومجلة «العروة الوثقى» التي كان يصدرها جمال الدين الأفغاني. انتقل زياد بعد ذلك إلى اطلاع القارئ على نماذج من الأساليب المكتوبة في باب المقالات السياسية، ثم انتقل إلى نوع خاص من الكتابات وهو جانب النقد الأدبي، فعلى الرغم من كون النقد الأدبي في المغرب حديث العهد، إلا أنه رأى أنه يستحق التدوين عنه، لأنه-وفقًا لزياد- يقرن بالكفاح الفكري الذي واكب النضال السياسي، وأشار زياد إلى أن النقد الأدبي في المغرب تأثر في بعض مراحله بما كان يجري في بلدان المشرق العربي وخاصة مصر. وفي نهاية الكتاب، تحدث زياد عن دور المجلات المغربية التي صدرت في هذه الفقرة ولا سيما مجلة «رسالة المغرب».
وفقًا لنضال صالح في كتابه «نشيد الزيتون: قضية الأرض في الرواية العربية الفلسطينية، دراسة»، تعد رواية أحمد زياد «بامو» (1974) أول رواية مغربية، وربما مغاربية أيضًا، تتصدى لقضيتي الإقطاع والاستعمار في آن واحد، إذ رصدت نضال الفلاحين في ذلك الجزء من الجغرافية العربية ضد الاستعمار الفرنسي. بالإضافة إلى ذلك، فالرواية ذات بعد رومانسي وتاريخي، إذ تحكي قصة الإخلاص والحب الكبير الذي جمع كلا من باسو وبامو والعقبات التي واجهتهما خلال قصة حبهما إبان فترة الاستعمار الفرنسي للمغرب، وفي جبال الأطلس بالتحديد.
صدر فيلم «بامو» سنة 1983، من إخراج إدريس المريني، عن رواية بامو لأحمد زياد الصادرة في 1974.
كان له أيضًا عمود أسبوعي بعنوان “صيحة في واد” بنفس الجريدة، وبدأ في كتابته عام 1985 واستمر في نشره حتى وفاته، وكان يوقع أعمدته باسم “أبو صيحة”.
توفي أحمد زياد في العاصمة الرباط سنة 2001.

## أعماله
- في ليلة المولد (مسرحية)، 1947.[4]
- لمحات من تاريخ الحركة الفكرية بالمغرب،[10] الدار البيضاء، دار الكتاب، 1973. 251 ص.[11][12]
- بامو: رواية: الدار البيضاء، دار الكتاب، 1974، 178ص.[13]
- في ساعات الفراغ: مقالات، الرباط، مطبعة الأنباء، 176ص.[14]
- ولد ربيعة: رواية: الدار البيضاء: دار الكتاب، 1982. 143ص.[15]
- قال الراوي: قصص، الدار البيضاء، مطابع الليمون، 1986.[14]
- دفتر أيام في الدار البيضاء، 1990.[16]
- دفتر أيام وبطاقة تعريف لمدينة سلا في خمسين سنة، سلسلة كان يا ماكان، 1997.[17]
- من النافذة، مجموعة ماروك سوار، الدار البيضاء، 1998.[18]
- اللامنتمي: قصة، صونير، 1998.[19]

## كتب عنه
- «الكتابة الأدبية عند أحمد زياد»، محمد يحيى قاسمي، منشورات كلية الآداب في وجدة عام 2002م.[1]